# Fontaine de la pointe Saint-Eustache
La fontaine de la pointe Saint-Eustache (ou fontaine de Tantale) est une fontaine parisienne disparue. Elle était adossée aux bâtiments situés à l'angle des rues Montorgueil et Montmartre, angle nommé « pointe Saint-Eustache » en raison de la proximité de l'église du même vocable.

## Historique et description
Depuis le Moyen Âge, alimentant en eau le quartier des Halles, une première fontaine s'élevait près du pilori et de la croix placés vers le centre de la place, au sud-est de la pointe Saint-Eustache.
En 1601, la fontaine fut reconstruite sous la prévôté de François Miron, et mise en eau quatre ans plus tard.
À la fin du XVIIIe siècle, peut-être à la même époque que le pilori, cette fontaine des Halles-des-Champeaux fut détruite.
Sous Louis XVI, l'installation d'une nouvelle fontaine à la pointe Saint-Eustache fut décidée mais il faudra attendre près de vingt ans pour en voir la réalisation.
Étienne-Louis Boullée proposa un projet de fontaine : sous une longue inscription dédicatoire, l'architecte souhaitait dresser un mur nu, seulement timbré des armes de France encadrées par deux anges.
Assise au soubassement sur un bas-relief à la romaine, une déesse tenait dans ses mains deux cornes d'abondance. Ce projet, daté de son auteur de 1766, serait en réalité plus tardif car apparaît au chevet de l'église la nouvelle sacristie construite par Moreau-Despoux à partir de 1782.
Sous le Premier Empire, un décret impérial du 2 mai 1806 ordonna la création de quinze nouvelles fontaines parisiennes.
François-Jean Bralle, ingénieur hydraulique de la ville de Paris, est l'auteur de plusieurs d'entre elles, telles que la fontaine du Fellah, la fontaine Censier, la fontaine du Palmier et la fontaine de Léda (aujourd'hui placée à l'arrière de la fontaine Médicis).
Comme pour les fontaines de Mars et du Fellah, c'est Pierre-Nicolas Beauvallet, un élève de Pajou, qui fut chargé de réaliser le décor sculptural de celle de la pointe Saint-Eustache.
Alimentée par les eaux de la pompe de Chaillot et de la pompe Notre-Dame, la fontaine se composait d'un bassin semi-circulaire (comportant une tête de lion en guise de trop-plein) placé devant une niche surmontée d'un fronton. Dans la niche, dont les pieds-droits et la voûte étaient d'esprit baroque (soubassement à congélations, puis alternance de pierres lisses et à bossages vermiculés), l'eau s'écoulait par une coquille dans un vase à deux anses avant de rejaillir dans le bassin en étant crachée par les deux chimères gainées flanquant le pied du vase. Ce vase était orné d'un bas-relief représentant une nymphe donnant à boire à un amour.
Le fronton, semblable à celui de la fontaine de Léda, comportait une aigle aux ailes déployées, symbole de l'Empire, traversant une couronne de feuilles de laurier ou de chêne, à l'imitation d'un bas-relief antique placé sous le portique de la basilique des Saints-Apôtres de Rome.
Contrairement aux mascarons qui crachent l'eau de la plupart des fontaines, celui de la pointe Saint-Eustache, figurant le visage d'un homme barbu couronné de fruits, semblait purement décoratif car fixé au sec, au-dessus de la coquille. Le personnage, ainsi condamné à ne jamais pouvoir se désaltérer par les facétieux Bralle et Beauvallet (qui firent preuve du même type d'humour dans le décor de la fontaine Censier), fut par conséquent assimilé à Tantale subissant son célèbre supplice, ce qui valut au monument la dénomination de « fontaine de Tantale ».
Déjà dégradée moins de vingt ans après sa mise en place, la fontaine fut détruite avant 1855.

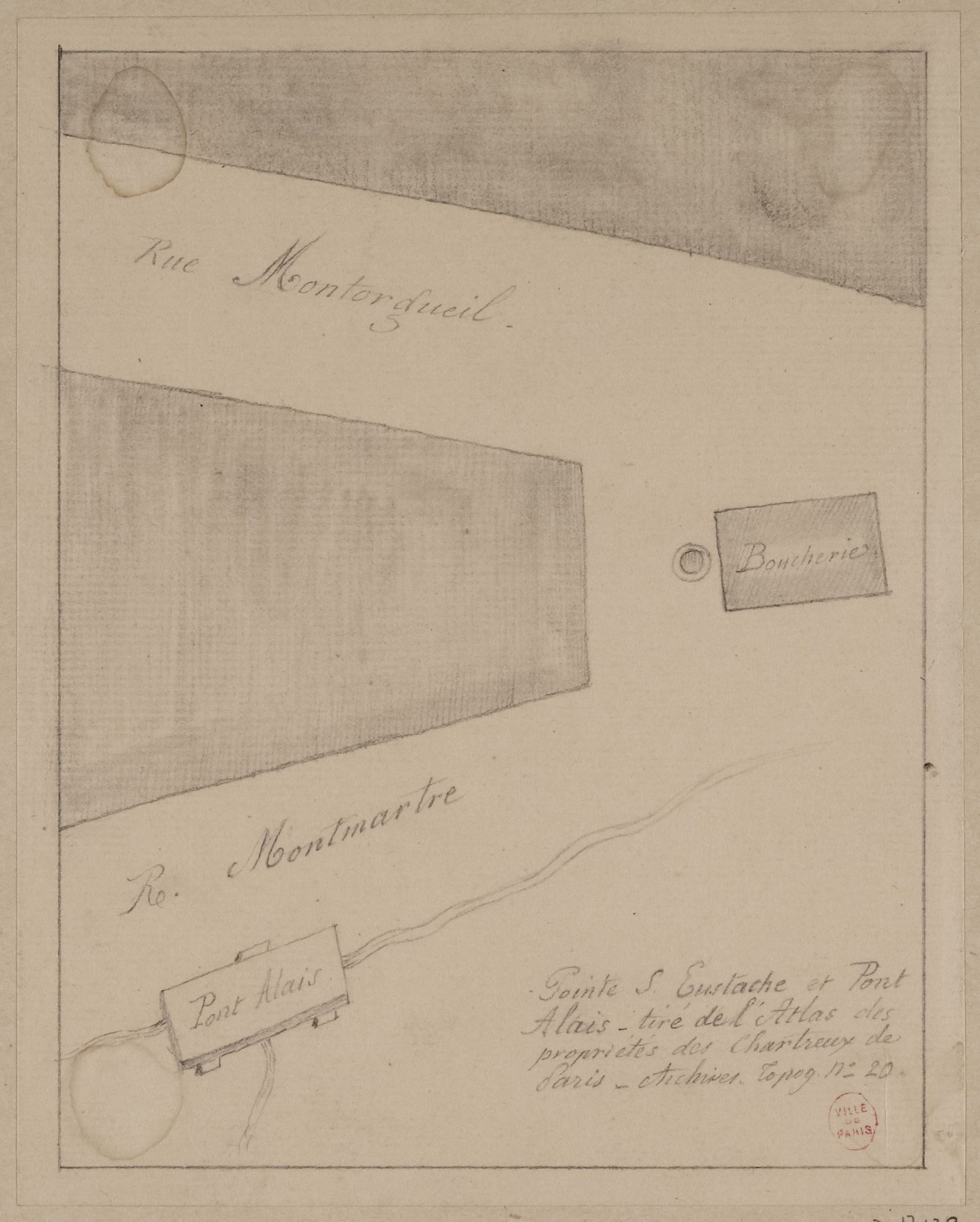
Plan de la pointe Saint-Eustache au XVIIIe siècle.
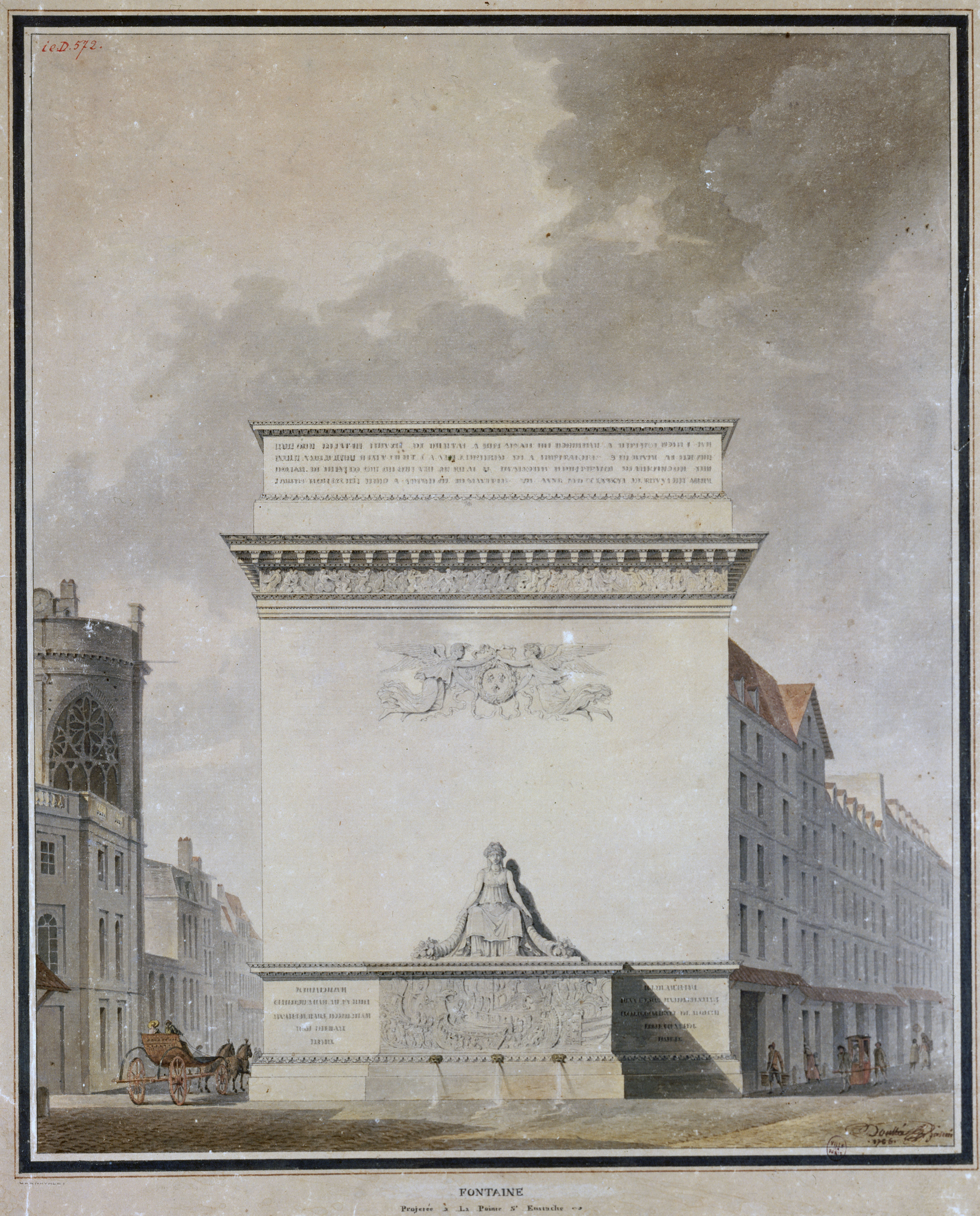
Projet non réalisé d'Étienne-Louis Boullée.
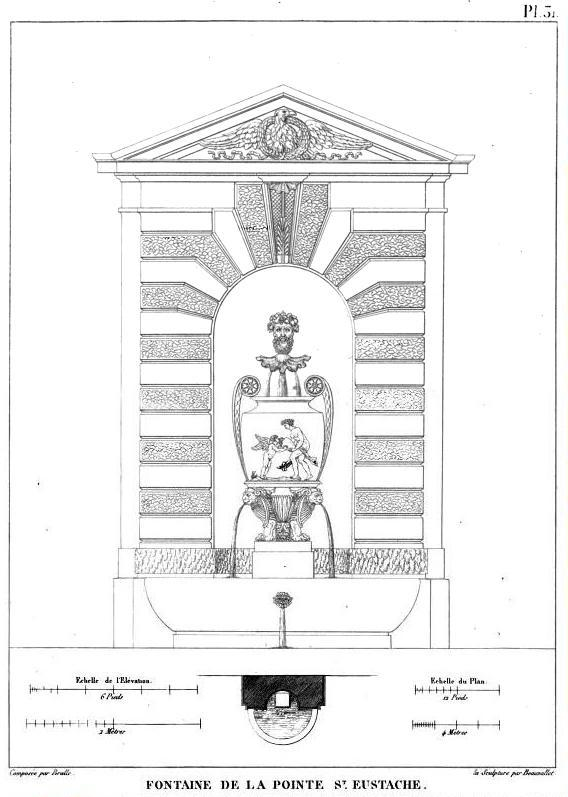
Projet réalisé en 1806 par Pierre-Nicolas Beauvallet.
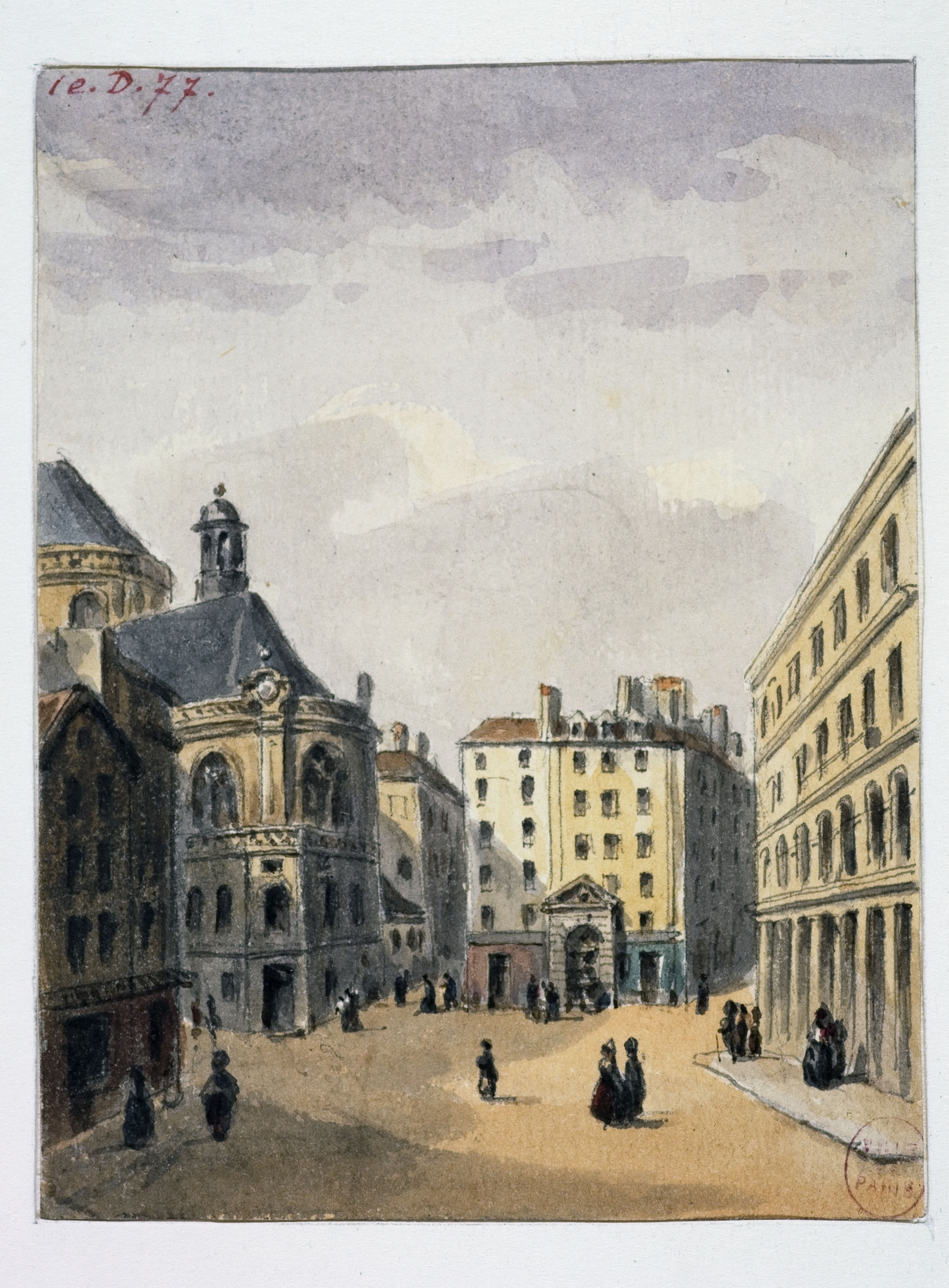
Vue de la pointe Saint-Eustache avec la fontaine en 1810.
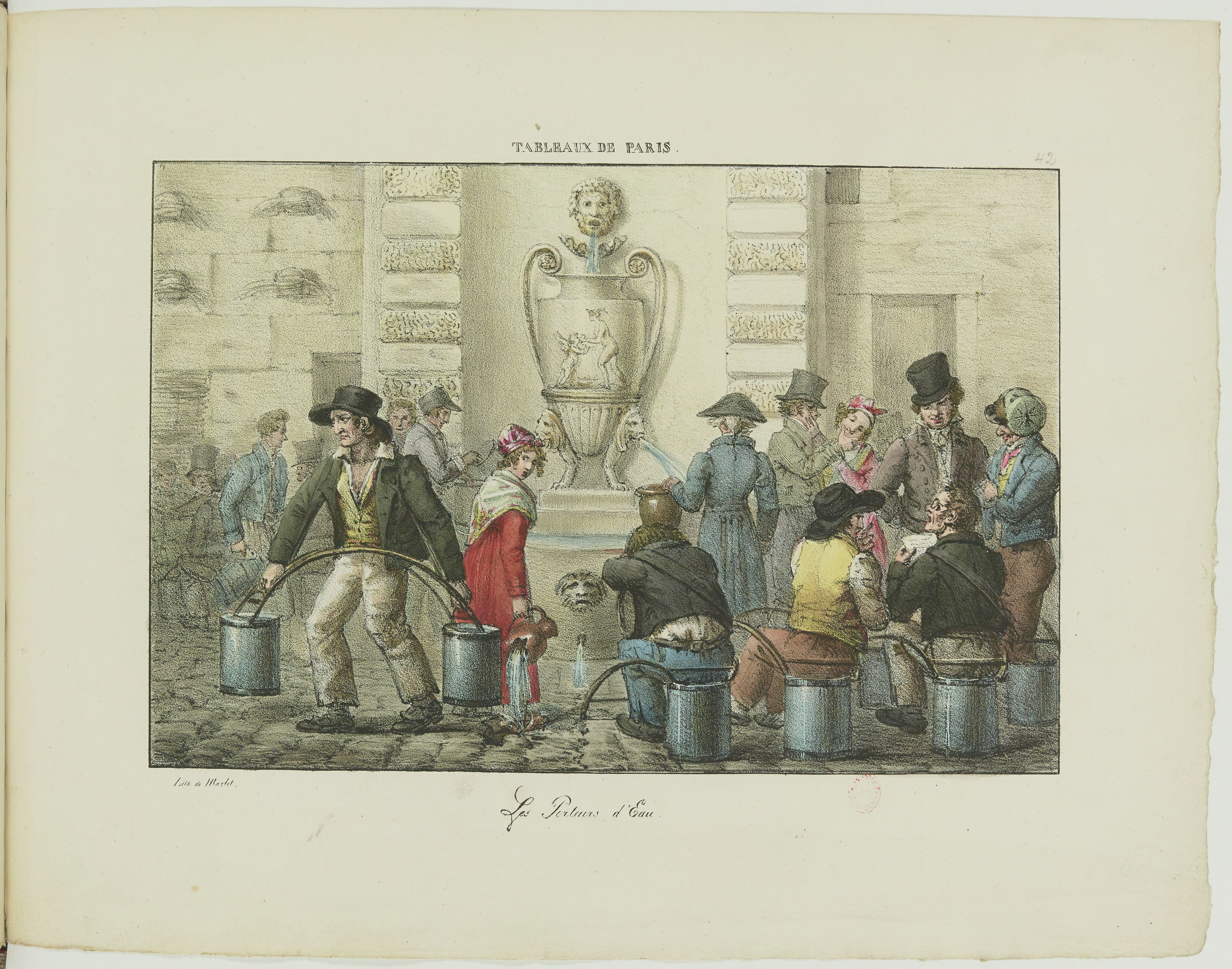
Porteurs d'eau s'approvisionnant à la fontaine en 1825.